# Maksim Gaspari

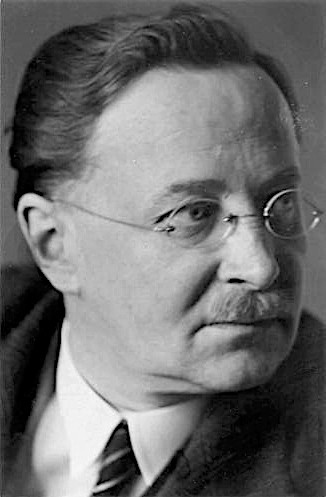
Maksim Gaspari, 1933

Maksim Gaspari (Selšček, 28 januari 1883 - Ljubljana, 14 november 1980) was een Sloveens schilder en illustrator. Hij is voornamelijk bekend om zijn  post- en kerstkaarten, maar produceerde daarnaast ook illustraties voor kinderboeken voor kalenders, kinderboeken, dozen en glaswerken. Zijn thema's waren voornamelijk Sloveense folklore, boerenleven en feestdagen. 

## Biografie
Maksim Gaspari werd in 1883 geboren in een boerengezin te Selšček nabij Cerknica. Als jongvolwassene werkte hij als hulp in een winkel. Zijn werken en talent werden opgemerkt door de kunstkenner Josip Nikolaj Sadnikar, die zijn maecenas zou worden. Hij studeerde in Ljubljana en ook in Wenen, zoals vele van zijn tijdgenoten uit Slovenië. Daar maakte hij deel uit van de schildergroep Vesna, die als motto "iz naroda, za narod" (van het volk, voor het volk) had en voornamelijk folkloristische motieven uit het Sloveense platteland schilderde. Hij wordt gezien als de laatste en trouwe vertegenwoordiger van deze groep. 
In 1905 moest hij door een gebrek aan financiële middelen terugkeren naar Ljubljana, waar hij samen met Hinko Smrekar, Gvidon Birolla en Fran Tratnik illustrator satirische illustraties tekende voor het Sloveens liberaal tijdschrift Osa, dat verscheen in 1905-1906. Later werkte hij twintig jaar lang als restaurateur voor het Ethnografisch museum in Ljubljana.
In 1952 ontving hij de Prešerenprijs van de Raad voor Cultuur en Onderwijs. In 1953 gaf hij Dedek Mraz, de Sloveense variant van Ded Moroz uit de Sovjet-Unie, zijn uiterlijk, de schapenwollenmantel met traditioneel Sloveense motieven en een polhovka hoed, zoals die tot vandaag gekend is in Slovenië. In datzelfde jaar ontving hij zowel de Levstikprijs van de uitgeverij Mladinska Knjiga als de Orde van de Arbeid met de Rode Vlag voor zijn bijdrage aan de ontwikkeling en popularisering van de visuele kunsten. In 1972 werd hij volwaardig lid van de Sloveense Academie der Wetenschappen en Kunsten.
Gaspari overleed op 97-jarige leeftijd te Ljubljana.